# Szizranyi járás

A Szizranyi járás a Szamarai területen

A Szizranyi járás (oroszul Сызранский район) Oroszország egyik járása a Szamarai területen. Székhelye Szizrany.

## Népesség
- 1989-ben 25 250 lakosa volt.
- 2002-ben 23 964 lakosa volt, melynek 83,7%-a orosz.
- 2010-ben 25 947 lakosa volt, melynek 86,2%-a orosz, 3,5%-a tatár, 2,9%-a csuvas, 1,7%-a mordvin.